# Discocactus catingicola
Discocactus catingicola är en kaktusväxtart som beskrevs av Albert Frederik Hendrik Buining och Brederoo. Discocactus catingicola ingår i släktet Discocactus och familjen kaktusväxter. Inga underarter finns listade i Catalogue of Life.